# Pandémie de Covid-19 en Suède
La pandémie de Covid-19 se propage en Suède à partir du 31 janvier 2020 lorsqu'un premier cas est détecté à Jönköping. Le premier décès est enregistré le 11 mars 2020.
La Suède connaît une première vague de contaminations et de décès au printemps 2020 avec un pic de 95 décès par jour fin avril 2020 (moyenne sur sept jours - voir le paragraphe Statistiques). Après une accalmie pendant l'été, la Suède connaît une deuxième vague à partir de novembre 2020 avec un pic de 95 décès par jour début janvier 2021 (moyenne sur sept jours - voir le paragraphe Statistiques).
La campagne de vaccination contre le Covid-19 commence le 27 décembre 2020. Elle se poursuit au même rythme que les autres pays de l'Union Européenne (voir paragraphe Vaccination). Au 15 février 2022, 7 555 705 personnes ont reçu la deuxième dose (soit 84 % de la population éligible).
À partir de juin 2021, du fait du succès de la vaccination, la mortalité due au COVID passe sous la barre des 20 morts par jour (moyenne sur sept jours - voir le paragraphe Statistiques).
À partir de décembre 2021, le pays connaît une quatrième vague de contaminations sans précédent (voir le paragraphe Statistiques), ce qui entraîne de nouvelles mesures de restrictions. Le 9 février 2022, la ministre de la santé déclare que la pandémie est terminée et annonce la levée des restrictions.
Le 16 février 2022, le bilan est de 16 579 décès ce qui correspond à un taux de 1 628 décès par million d'habitants, plus faible que celui observé en France (2 018 décès par million d'habitants) mais beaucoup plus important que les taux observés dans les autres pays scandinaves (par exemple, 720 au Danemark).
Les mesures prises pour lutter contre la pandémie pendant la première vague (printemps 2020) ont été beaucoup moins restrictives que dans les autres pays nordiques. De ce fait et du fait que le nombre de morts a largement dépassé celui de ses voisins, cette politique a suscité une vague de critiques, aussi bien dans le pays qu'en dehors.

## Historique

### Premier cas
La pandémie de Covid-19 se propage en Suède à partir du 31 janvier 2020 lorsqu'un premier cas est détecté à Jönköping.
Le premier décès est enregistré le 11 mars 2020.

### Première vague (mars 2020 - juillet 2020)
Le gouvernement prend les premières mesures : 

Information de Folkhälsomyndigheten, l'agence de santé publique en Suède, comment se protéger et protéger les autres.

- 11 mars : interdiction des rassemblements de plus de 500 personnes[9] ;
- 18 mars : fermeture des lycées et des universités[10] ;
- 29 mars : interdiction des rassemblements de plus de 50 personnes, ainsi que les visites dans les maisons de retraite, mais le pays s'est distingué de la plupart des autres en ne fermant pas les écoles pour les moins de 16 ans, ni les cafés, bars, restaurants et entreprises, tout en appelant chacun à respecter les recommandations de distanciation physique et tant que possible à travailler au domicile (télétravail), à limiter ses contacts et à se bien laver les mains régulièrement[8]. Ces mesures jugées laxistes par une partie de la population ont « suscité une vague de critiques, aussi bien dans le pays qu'en dehors, à l'heure où le nombre de morts y a largement dépassé ceux des voisins nordiques, qui ont tous imposé des mesures restrictives »[8].

Le pic de la première vague est atteint fin avril avec une moyenne de 100 morts par jour (moyenne sur sept jours - Voir le paragraphe Statistiques).
7,3 % des habitants de Stockholm ont développé des anticorps relatifs au SARS-CoV-2 fin avril.
Fin juillet 2020, le télétravail est encouragé jusqu'au Nouvel An pour limiter la propagation du virus.

### Accalmie (août 2020 - octobre 2020)
Le nombre de morts par jour est inférieur à 10 pendant les mois d’août, septembre et octobre (Voir le paragraphe Statistiques).

### Deuxième vague (novembre 2020 - février 2021)

#### Décisions du 16 novembre 2020
Avec l'arrivée de la deuxième vague de l'épidémie qui fait entre 10 et 15 morts par jour, le 16 novembre 2020 le Premier ministre Stefan Löfven annonce l'interdiction des rassemblements de plus de huit personnes dans tous les lieux publics, à l'exception des écoles, centre commerciaux et lieux de travail.
À partir du 20 novembre, la vente d'alcool est interdite après 22 heures. Jusqu’à présent, le gouvernement suédois n’avait pas prévu de mettre en place des mesures sanitaires aussi strictes face au coronavirus. Pour réduire l'impact sur son système médical, le gouvernement impose également des restrictions sur les ventes d'alcool et des fermetures d'écoles.

#### Décisions du 18 décembre 2020
Le 16 décembre, le taux d’incidence est passé à 739 cas pour 100 000 habitants (contre 236 pour la France), soit le cinquième le plus élevé d’Europe, selon le Centre européen de contrôle et de prévention des maladies (ECDC).
Quasiment partout dans le royaume, le nombre des hospitalisations dépasse désormais les chiffres enregistrés au printemps. À Stockholm, le directeur régional de la santé, Björn Eriksson, évoquant une pression « historiquement élevée », s’est résigné, mardi 15 décembre, à annoncer le report de tous les soins programmés jusqu’à fin janvier. La semaine précédente, l’hôpital Karolinska avait déjà décidé d’annuler les opérations pédiatriques non urgentes.
Le vendredi 18 décembre, le gouvernement a annoncé que les Suédois seraient enjoints de se couvrir le visage, à partir du 7 janvier, dans les transports en commun. Le gouvernement a aussi annoncé une série de nouvelles restrictions, qui entreront en vigueur le 24 décembre. Les bars et restaurants restent ouverts, mais ils devront arrêter de servir de l’alcool à 20 h (contre 22 h, depuis le 20 novembre) et ne pourront accueillir des groupes de plus de quatre personnes. Commerces et salles de sports vont devoir limiter le nombre de leurs clients. Par ailleurs, toutes les institutions publiques encore ouvertes sont fermées. Parmi elles : les piscines, bibliothèques et les gymnases. Les cinémas, théâtres et musées, avaient déjà baissé le rideau, début novembre, quand la jauge pour les rassemblements publics a été ramenée à huit personnes, y compris pour les réunions privées.

#### Loi du 8 janvier 2021
Le parlement suédois a adopté, vendredi 8 janvier, la loi sur « les limitations particulières pour empêcher la propagation de la maladie Covid-19 ». En vigueur à partir du 10 janvier, jusqu’à fin septembre, la « pandemilagen » – loi pandémique – va permettre au gouvernement d’adopter de nouvelles restrictions, pour lesquelles il ne disposait pas du cadre légal jusqu’à présent.
Quelques heures après le vote de la loi, le premier ministre, Stefan Löfven, a annoncé les premières mesures, valables dès dimanche. La principale : une jauge fixée à 10 m2 par personne, dans les boutiques, galeries marchandes, salles de sport, gymnases et piscines. Les rassemblements publics étaient limités à huit personnes depuis le 24 novembre ; le plafond sera désormais valable aussi pour les réunions privées. Pour la première fois depuis le début de la pandémie, des amendes sont prévues en cas de non-respect de la loi.

#### Pic de la deuxième vague
Le pic de la deuxième vague est atteint mi janvier 2021 avec une moyenne de 100 morts par jour. Le nombre de décès diminue ensuite pour atteindre 20 morts par jour début mars (moyenne sur sept jours - voir le paragraphe Statistiques).

### Troisième vague (mars 2021 - juillet 2021)

#### Décisions du 24 février 2021
Les autorités ont recensé 5 371 nouvelles infections mercredi 25 mars 2021, un plus haut quotidien depuis début janvier, alors que l'Agence nationale de santé a prévenu mardi que le variant britannique du coronavirus devenait progressivement le plus répandu dans le pays. Près de 12 800 décès ont été recensés depuis le début de l'épidémie.
Pour limiter les effets de cette troisième vague, en plus de l'interdiction de la vente d'alcool après 20 heures, déjà en vigueur, le gouvernement va proposer la fermeture obligatoire des restaurants et cafés à 20 h 30 à compter du 1er mars 2021.
Plusieurs des zones les plus peuplées de Suède, dont Stockholm, ont aussi mis en place des mesures, notamment le port du masque, désormais recommandé dans les commerces, les transports et sur les lieux de travail.

#### Pic de la troisième vague (avril 2021)
Le pic de la troisième vague est atteint mi avril 2021 avec une moyenne de 35 entrées en soin intensif par jour. Le nombre d'entrées en soin intensif diminue ensuite pour atteindre 5 entrées par jour début juin (moyenne sur sept jours - voir le paragraphe Statistiques). Cette nouvelle vague n'a pas eu d'effet sur la mortalité restée stable à 20 morts par jour vraisemblablement du fait de l'impact de la vaccination des personnes âgées.

### Accalmie (juin à novembre 2021)

#### Faible mortalité (juin 2021 - novembre 2021)
Le variant delta fait son apparition en suède en juin 2021. Bien qu'il soit plus contagieux et grâce à la campagne de vaccination, le nombre de morts par jour est inférieur à 10 entre les mois de juin et de novembre 2021 (moyenne sur 7 jours voir le paragraphe Statistiques).

#### Levée des restrictions (juin à septembre 2021)
Le gouvernement suédois prépare une levée des restrictions pandémiques en 5 étapes, à compter du 1er juin. La 2e étape devrait commencer le 1er juillet, puis la 3e étape mi-juillet et la 4e en septembre. Il n'y a pas encore de date pour la 5e étape, qui correspond à une levée totale des restrictions et à un retour à la normale.
À partir du 1er juin :
Enfants et adultes peuvent participer à des colonies de vacances, des matchs et des compétitions sportives à moindre échelle.
Les courses et compétitions sportives peuvent être organisées à condition de compter au maximum 150 personnes.
Il est possible de visiter des parcs d'attractions et des marchés.
Plus de personnes peuvent assister à des cérémonies religieuses et des événements culturels et sportifs.
Les restaurants et autres services de restauration seront ouverts jusqu'à 22 h 30.
L'enseignement dans les universités et écoles pour adultes pourra reprendre en présentiel.
Folkhälsomyndigheten continue à déconseiller les fêtes, dîners et autres événements privés comprenant des invités en dehors de la sphère la plus proche. Il n'est pas autorisé de louer des locaux pour des événements privés avec plus de 8 personnes.
Le 4 juin, le gouvernement a annoncé que l'interdiction temporaire de voyage non essentiel vers la Suède, pour les voyageurs hors UE, est prolongée jusqu'au 31 août. Les voyageurs provenant de l’Union Européenne devront continuer à présenter un test covid négatif (de maximum 48 h) jusqu’au 30 juin. Les voyageurs provenant des pays nordiques sont exempts du test covid négatif à partir du 1er juin.
Dans le sens Suède vers l'étranger, le ministère suédois des Affaires étrangères déconseille toujours les voyages non indispensables en dehors de l'UE et ce jusqu’au 1er juillet. Les voyages à l’intérieur de l'UE, de même que ceux vers l’Australie, Israël, la Nouvelle-Zélande, le Rwanda, Singapour, la Corée du Sud et la Thaïlande sont désormais considérés comme sûrs.
À partir du 1er juillet :
Les restrictions sont les suivantes :
Dans la sphère privée : 
- Continuer à éviter les risques de contamination en dehors de sa « bulle ».
- Éviter les contacts prolongés et rapprochés dans des endroits exigus.
- Rencontrer les gens à l'extérieur et en petit groupe.

Dans les restaurants, bars et cafés :
- Manger assis avec au moins 1 mètre de distance entre les tables.
- Maximum 8 personnes autour d'une table à l'intérieur. Pas de limite en terrasse.
- Les heures d'ouverture sont de nouveau libres.

Pour les événements publics :
- À l'intérieur : 50 personnes debout ou 300 personnes assises.
- À l'extérieur : 600 personnes debout ou 3 000 personnes assises.
- 900 personnes pour les courses sportives.
- Jusqu'à 1 800 dans les manifestations publiques.

Dans les commerces :
- La jauge d'1 personne/m2 est maintenue, de même que les recommandations de distanciation physique.
- Continuer à éviter la foule dans les boutiques et les centres commerciaux.
- On peut désormais faire ses courses à plusieurs.

Dans les transports en commun :
- Continuer à préférer la marche, le vélo ou la voiture lorsque cela est possible.
- Continuer à éviter la foule et garder ses distances.
- La recommandation du port du masque est supprimée[20].

À partir du 15 juillet :
Dans les commerces,  la jauge d'1 personne/10 m2 est supprimée. Cela vaut également dans les parcs d'attractions, les parcs animaliers et les musées.
Dans les transports en commun longue distance (plus de 150 km en train et autocar), toutes les places sont désormais soumises à la vente (contre 50 % auparavant).
Les communes n'ont plus le droit d'interdire l'accès aux endroits où il y a des risques de foule.
À partir du 29 septembre :
À partir du 29 septembre, la plupart des restrictions pour combattre le coronavirus sont levées. En principe, les personnes vaccinées peuvent vivre normalement. Les non-vaccinés doivent continuer à garder leurs distances et éviter les contacts avec les personnes à risques et âgées de plus de 70 ans. Jusqu'au 31 octobre, les non-vaccinés de plus de 6 ans doivent se faire tester, symptômes ou pas, en rentrant en Suède depuis un pays hors des pays nordiques. Tous, vaccinés et non vaccinés, doivent, au moindre symptôme, rester à la maison, se faire tester et éviter le contact avec d'autres personnes. Dans le cas d'un test positif, il est recommandé de rester chez soi au moins une semaine. Il est autorisé de retourner à l'école ou au travail après 48 h sans fièvre et l'employeur doit faciliter le télétravail.
À partir du 1er octobre, le jour de carence est réinstauré. Plusieurs syndicats craignent que les travailleurs se rendent au travail avec des symptômes pour des raisons économiques ; il est toujours recommandé de préférer le télétravail au moindre symptôme, mais tous les travailleurs n'ont pas la possibilité de travailler à distance. Cela risque d'avoir pour conséquence une recrudescence des cas de covid. Au cours de la pandémie, 2,1 millions de personnes ont eu recours à la compensation du jour de carence (810 kr/jour), ce qui a coûté à l'État un total de 6,2 milliards de couronnes.
Le soir-même de la levée des restrictions, les queues devant les restaurants, bars et discothèques dans les grandes villes étaient longues. La police s’était préparée et avait renforcé sa présence dans les rues. Dans les transports en commun, la cohue des heures de pointe est de retour. Trafikverket prévenait également du risque d'embouteillages sur les routes.

### Quatrième vague (décembre 2021 - avril 2022)

#### Décisions du 8 décembre 2021
Le nombre de contaminations repart à la hausse à partir de début décembre 2021 (1886 cas en moyenne sur 7 jours voir le paragraphe Statistiques). De plus, le premier cas du variant Omicron est détecté en Suède le 2 décembre 2021.
Devant ces mauvaises nouvelles, les autorités ont pris de nouvelles mesures: depuis le 1er décembre 2021, le passe vaccinal est obligatoire pour les rassemblements de plus de 100 personnes en intérieur. Un outil qui n’avait jusque-là jamais été utilisé.
Le 8 décembre 2021, l’Agence de la santé publique a également rétabli ses recommandations, levées le 29 septembre : les Suédois sont de nouveaux appelés à garder leurs distances. Il leur est aussi conseillé de porter un masque dans les transports publics aux heures de pointe. Les bars et restaurants sont priés de remettre en place des mesures pour éviter les regroupements, tandis que les entreprises sont encouragées à favoriser la distanciation et le travail à la maison.

#### Décisions du 12 janvier 2022
Du fait du variant Omicron, le nombre de contaminations augmente très fortement au mois de janvier 2022 et dépasse le niveau atteint lors des phases précédentes (18 659 cas en moyenne sur 7 jours le 10 janvier 2022.
Pour éviter une saturation du système de santé, les autorités mettent en place de nouvelles restrictions à partir du 12 janvier 2022:  le passe vaccinal devient obligatoire pour les rassemblements de plus de 50 personnes et les rassemblements publics en intérieur ne devront pas dépasser 500 personnes. De plus, les bars et les restaurants ne pourront pas rester ouvert après 23h. Enfin, les autorités sanitaires recommandent une plus grande utilisation du télétravail.
Fin janvier, des milliers de personnes manifestent dans le calme à Stockholm et Göteborg contre le pass vaccinal. Le 27 janvier 2022, la Suède choisit de ne pas recommander la vaccination des 5-11 ans contre le Covid-19.

#### Fin des restrictions le 9 février 2022
Le caractère moins grave du variant Omicron et le succès de la campagne de vaccination ayant réduit le nombre de cas graves et de décès, la ministre de la santé Lena Hallengren déclare au journal Dagens Nyheter : « La pandémie telle que nous la connaissons est terminée ».
Le gouvernement décide alors de lever les restrictions encore en vigueur dans le pays : à partir du 9 février 2022, le pass sanitaire n'est plus exigé, la limitation sur le nombre de participants des évènements en intérieur est supprimée et les bars et les restaurants ne sont plus obligés de fermer après 23 h.
De même, les autorités recommandent qu'à partir du 9 février 2022, seulement les malades, les pensionnaires des maisons de retraite, le personnel de santé et le personnel des maisons de retraite se fassent tester.
Toutefois on constate encore un nombre important d'entrées en soins intensifs (15 par jour) et de décès (40 par jour - voir le paragraphe Statistiques), soit le même niveau qu'au début de 2021.

#### Pic de la quatrième vague début février 2022
Le pic de la quatrième vague est atteint début février 2022 avec une moyenne sur 7 jours de 54 morts par jour (voir le paragraphe Statistiques).

#### Fin de la quatrième vague fin avril 2022
La moyenne sur 7 jours du nombre de morts quotidien passe sous la barre des 10 morts fin avril 2022 (voir le paragraphe Statistiques).

### Cinquième vague (juillet 2022)
En juillet 2022, le sous-variant BA-5 du variant Omicron provoque une nouvelle vague de contaminations. La moyenne sur 7 jours du nombre de morts quotidien atteint 10 morts par jour début juillet 2022 (voir le paragraphe Statistiques). Du fait de cette nouvelle poussée de l'épidémie, les Centres pour le contrôle et la prévention des maladies (CDC) des États-Unis inclut la Suède dans la liste de pays à risque pour les voyageurs.

## Système de santé
En avril 2020, le Premier ministre Stefan Löfven a admis que le pays était « mal préparé » face à la crise sanitaire. Le système de santé suédois a souffert depuis les années 1990 de coupes budgétaires et de certaines privatisations. Le pays ne dispose que de 2,2 lits d’hôpital pour 1 000 habitants. Hôpitaux, centres médicaux, maisons de retraite subissent une pénurie de matériel et de personnel soignant formé.
En Suède, 90 % des personnes décédées au 28 avril 2020 avaient plus de 70 ans. La moitié d'entre eux étaient des résidents de maisons de retraite, et un autre quart recevait des soins à domicile, comme le montrent les statistiques du Conseil suédois de la santé et de la protection sociale.
Le manque général de matériel de protection pour le personnel a été relevé. En mai 2020, dans le grand Stockholm, l'épicentre de la propagation du virus en Suède, 55 % des maisons de retraite ont confirmé des cas de Covid-19, selon les autorités sanitaires de la région de Stockholm.
Le manque d'accès à des traitements vitaux dans les maisons de retraite a été critiqué et certains médecins parlent de placement systématisé en soins palliatifs sur suspicion de Covid-19. L'administration d'inhibiteurs respiratoires, pour ces professionnels de santé, évoque une euthanasie active et non une simple sédation,,,.

## Thérapeutiques

### Hydroxychloroquine
Début avril 2020, la Suède décide de ne plus avoir recours aux traitements à base de chloroquine en dehors d'essais cliniques en raison de l'absence de preuves suffisantes de son efficacité et de ses effets secondaires souvent graves et sous-évalués,.

### Vaccination

#### Première et deuxième doses
En novembre 2020, les Suédois, échaudés par les effets secondaires de la vaccination contre le virus de la grippe A (H1N1) en 2009 à laquelle ils avaient largement adhéré, expriment leur extrême méfiance envers les nouveaux vaccins et beaucoup envisagent de les refuser. Toutefois, ils vont largement adhérer à la campagne de vaccination contre le COVID.
La campagne de vaccination a commencé le 27 décembre 2020.
Au 12 mars 2021, 4 vaccins sont approuvés: Pfizer/BioNTech, Moderna, AstraZeneca et Janssen.
Le 16 mars 2021, après une quinzaine de pays, dont l’Allemagne, la France, l’Espagne et l’Italie, la Suède suspend à son tour la vaccination par le vaccin d’AstraZeneca après le signalement de possibles effets secondaires, notamment des caillots sanguins (thromboses). L’Agence suédoise de la santé publique (FOHM) a pris cette décision « jusqu’à ce que l’enquête de l’Agence européenne des médicaments sur les effets secondaires suspects soit terminée », a-t-elle commenté dans un communiqué. L’Agence suédoise a précisé qu’aucun effet secondaire grave n’avait, pour l’instant, été recensé dans le royaume scandinave.
Le jeudi 25 mars, l’Agence suédoise de la santé publique (FOHM) annonce qu'elle reprend la vaccination avec le vaccin AstraZeneca à partir de la semaine suivante mais seulement pour les personnes âgées de plus de 65 ans. Anders Tegnell, épidémiologiste à l’Agence suédoise de la santé publique dit que cette décision a été prise en partie pour vacciner en priorité les personnes âgées et en partie parce que les thromboses ont été signalées seulement sur des personnes de moins de 55 ans.
Au 26 mars 2021, 1,48 million de doses de vaccins ont été administrées aux Suédois (total des premières et secondes doses), ce qui correspond à 14,68 doses pour 100 habitants, chiffre comparable à celui de la France (14,95 doses pour 100 habitants).
Au 24 juin 2021, 4 419 991 personnes ont reçu une première dose de vaccin (soit 54 % de la population éligible) ; 2 603 462 personnes ont reçu la deuxième dose (soit 31,8 % de la population éligible).
Le 6 octobre 2021, la Suède suspend l’utilisation du vaccin Moderna pour les moins de 30 ans jusqu’au 1er décembre. Les autres pays scandinaves prennent la même décision qui est motivée par des risques d’inflammations du myocarde et du péricarde après l’injection d’une deuxième dose de ce vaccin.
La vaccination des enfants de 12 ans et plus a débuté la semaine du 4 octobre 2021. À partir de 15 ans, ils n’ont pas besoin de l’accord de leurs parents pour se faire vacciner contre le covid. Folkhälsomyndigheten souhaite que la campagne de vaccination pour les adolescents se fasse dans le cadre scolaire, pour atteindre ainsi tous les groupes sociaux-économiques de la société.

#### Troisième dose
La distribution de la 3e dose pour les plus de 80 ans a également débuté la semaine du 4 octobre 2021.
Le 7 octobre 2021, 7 182 804 personnes ont reçu une première dose de vaccin (soit 84,1 % de la population éligible au vaccin) ; 6 703 622 personnes ont reçu la deuxième dose (soit 78,5 %) ; 13 886 426 doses au total ont été administrées sur 15 817 505 doses livrées.
Le 28 octobre 2021, 7 243 394 personnes ont reçu une première dose de vaccin (soit 84,8 % de la population éligible au vaccin ou 70 % de la population totale) ; 6 873 913 personnes ont reçu la deuxième dose (soit 80,5 %) ; 14 117 307 doses au total ont été administrées sur 18 478 565 doses livrées.
Le 25 novembre 2021, les plus de 65 ans ont accès à la 3e dose de vaccin. Le 16 décembre 2021, la décision est étendue aux plus de 18 ans.
Le 28 décembre 2021, 7 746 286 personnes ont reçu une première dose de vaccin (soit 85,7 % de la population éligible au vaccin ou 75,2 % de la population totale) ; 7 370 712 personnes ont reçu la deuxième dose (soit 81,6 % de la population éligible ou 71,6 % de la population totale) ; 2 399 970 personnes ont reçu une troisième dose de vaccin (soit 28,9 % de la population éligible au vaccin ou 23,3 % de la population totale).
Folkhälsomyndigheten réduit à trois mois l'intervalle entre la deuxième et la troisième dose de rappel du vaccin contre le Covid. L'agence de santé publique ne juge pas nécessaire de vacciner les enfants de moins de 12 ans, étant donné qu'il y a peu de risques qu'ils tombent gravement malades.

#### Quatrième dose
L'Agence suédoise de santé publique recommande qu'à partir de la fin février 2022 les personnes suivantes reçoivent une quatrième dose de vaccin: les personnes âgées de 80 ans ou plus, les résidents de maisons de retraite, quel que soit leur âge, ou les personnes qui reçoivent des services d'aide à domicile. Cette quatrième dose doit être administrée au moins quatre mois après la troisième dose.

#### Graphique vaccination
Le graphique suivant montre le nombre total de doses de vaccin administrées, basé sur les données du Registre National de Vaccination de l'Agence suédoise de santé publique (mise à jour le 11/08/2022).
Pour des raisons techniques, il est temporairement impossible d'afficher le graphique qui aurait dû être présenté ici.

Note: Le Registre National de Vaccination publie les données de vaccination de la quatrième dose avec une semaine de retard sur les données des premières doses.

## Conséquences économiques
En 2020, le PIB s'établit à 474,551 milliards d’euros, en baisse de 2,8 % par rapport à 2019 et le taux de chômage est de 8,8 %, en hausse de 2,2 % par rapport à 2019.

## Controverses
Contrairement à la plupart des pays européens, ce n'est pas le gouvernement de Stefan Löfven qui gère la crise mais Anders Tegnell, épidémiologiste à l’Agence suédoise de la santé publique, un organisme indépendant dont les recommandations sont suivies par le gouvernement. Le choix est fait de ne pas confiner la population, et de garder la société « à moitié fermée » (télétravail encouragé, écoles, collèges et restaurants ouverts mais application des gestes barrières). Vingt-deux scientifiques de renom ont pourtant critiqué ce choix mi-avril 2020 dans le journal suédois Dagens Nyheter.
Début juin 2020, alors que le nombre de cas déclarés en Suède était de 38 589 (dont 4 468 décès), l'épidémiologiste Anders Tegnell, chargé de la gestion de la pandémie à l'Agence suédoise de la santé publique, a reconnu que l'approche plus souple adoptée par le royaume scandinave aurait pu ou dû être améliorée. « Si nous devions rencontrer la même maladie avec tout ce que nous savons aujourd'hui sur elle, je pense que nous finirions par faire quelque chose entre ce que la Suède et le reste du monde ont fait », a-t-il expliqué à la radio publique suédoise.
En juillet 2020, il confirme : « Le déclin rapide des cas que l’on voit actuellement en Suède est une autre indication qui affirme que l’on peut avoir un nombre de cas en baisse dans un pays sans qu’il y ait de confinement ».
En septembre 2020, Tegnell déclare dans un entretien accordé à France 24 : « Nous n'aimons pas imposer quoi que ce soit en Suède dans le domaine de la santé publique » et préférer « miser sur la responsabilité, ainsi que sur le sens du civisme » des citoyens.
D'après l'OCDE, le gouvernement a eu besoin de 58 jours au printemps 2020 pour faire descendre l'indicateur R en dessous de l'unité, là où ce temps était de 34 jours en moyenne en Europe.
Mi décembre 2020, 7 800 personnes étant décédées du coronavirus en raison de la propagation générale du virus dans la société, cette stratégie a été critiquée le 17 décembre 2020 par le Roi lui-même, fait très inhabituel :

« J’estime que nous avons échoué. »

— Carl XVI Gustaf, roi de Suède
En mars 2021, la Suède est toujours divisée sur la stratégie appliquée pour lutter contre la pandémie, des partisans des deux camps ayant même reçu des menaces de morts.
Le 25 février 2022, une commission parlementaire chargée d'évaluer la stratégie de la Suède de lutte contre la pandémie estime qu'elle a eu raison de ne pas confiner la population en mars 2020 mais qu'elle aurait dû malgré tout introduire plus tôt des restrictions obligatoires (fermeture de centres commerciaux, restaurants, ...), ce qui aurait permis de sauver beaucoup de vies humaines en particulier dans les maisons de retraite.

## Statistiques
Les graphiques qui suivent sont établis à partir des données de l'Agence de Santé Publique de Suède,

### Nombre de cas
| Nombre total de cas de Covid-19                   |
| Voir ou modifier les données brutes du graphique. |

| Nombre quotidien de cas de Covid-19               |
| Voir ou modifier les données brutes du graphique. |

### Hospitalisations en soin intensif
| Nombre entrées quotidiennes en soin intensif      |
| Voir ou modifier les données brutes du graphique. |

### Nombre de décès
| Nombre total de décès attribués à la COVID-19     |
| Voir ou modifier les données brutes du graphique. |

| Nombre quotidien de décès attribués à la COVID-19 |
| Voir ou modifier les données brutes du graphique. |

Note: Les statistiques sur le nombre de morts sont publiées par l'Agence suédoise de santé publique du mardi au vendredi à 14h00. Les données peuvent avoir un retard de plusieurs jours. À la fin mars 2021, approximativement 25 % des cas étaient signalés dans les 3 jours, 60 % dans la semaine et 90 % dans les 10 jours. Les points de la courbe correspondant aux 7 derniers jours ne sont donc pas significatifs.

### Décès par classe d'âge
En nombre cumulé au 24 août 2020, 5 813 décès (2 633 femmes et 3 180 hommes). Les plus de 70 ans représentent 89 % des décès.
| Classe d'âge   | Nombre | Pourcentage |
| -------------- | ------ | ----------- |
| 0-9 ans        | 1      | 0,1         |
| 10-19 ans      | 0      | 0           |
| 20-29 ans      | 11     | 0,2         |
| 30-39 ans      | 16     | 0,3         |
| 40-49 ans      | 45     | 0,8         |
| 50-59 ans      | 162    | 2,8         |
| 60-69 ans      | 399    | 6,9         |
| 70-79 ans      | 1 252  | 21,5        |
| 80-89 ans      | 2 411  | 41,4        |
| Plus de 90 ans | 1 516  | 26          |
| Total          | 5 813  | 100         |

## Personnalités mortes à cause de la Covid-19
- 26 mars 2020 : Olle Holmquist (83 ans), tromboniste musicien de jazz ;
- 10 novembre 2020 : Sven Wollter (86 ans), acteur et écrivain.